# Delmo Delmastro
Delmo Delmastro (* 15. August 1936 in Lozzolo, Italien) ist ein ehemaliger argentinischer Radrennfahrer.

## Sportliche Laufbahn
Geboren in Italien, zog er mit 16 Jahren mit seinen Eltern nach Buenos Aires und wurde später eingebürgert.
Delmastro war Teilnehmer der Olympischen Sommerspiele 1964 in Tokio.
Im Mannschaftszeitfahren kam das argentinische Team beim Sieg der Niederlande mit Héctor Acosta, Roberto Breppe, Delmo Delmastro und Rubén Placanica auf den 4. Platz. Im olympischen Straßenrennen kam er beim Sieg von Mario Zanin auf den 8. Platz. Er war damit bester Argentinier und bester Fahrer aus Südamerika.
Bei den Panamerikanischen Spielen 1963 wurde er Dritter im Straßenrennen. 1967 in Winnipeg holte er die Goldmedaille im Mannschaftszeitfahren.
Sein erster bedeutender Sieg war der im Rennen Doble Capilla del Señor 1960. 1962 war er im Rennen Buenos Aires–Rosario erfolgreich.
Zweimal (1961 und 1962) gewann er das Eintagesrennen um den Gran Premio Pirelli in Buenos Aires. 1963 siegte er in der Vuelta del Norte, in der Vuelta Huerta Grande und im Rennen Metropolitano de Persecución. 1964 war er im Doble San Francisco in Córdoba und im Grand Prix González Chavez (wie auch 1966) erfolgreich. 1965, 1966 und 1967 gewann er die Vuelta del Litoral. 1965 gewann Delmastro die Vuelta Viña del Mar in Chile. In der Mexiko-Rundfahrt wurde er Zweiter hinter Sabás Cervantes. Dazu kam der Sieg im Gran Premio Zanella Santa Fe. 1967 gewann Delmastre in Chile die Vuelta al Centro de la República und in Argentinien das Etappenrennen Cruce de los Andes.